# Apeadeiro de São Mamede

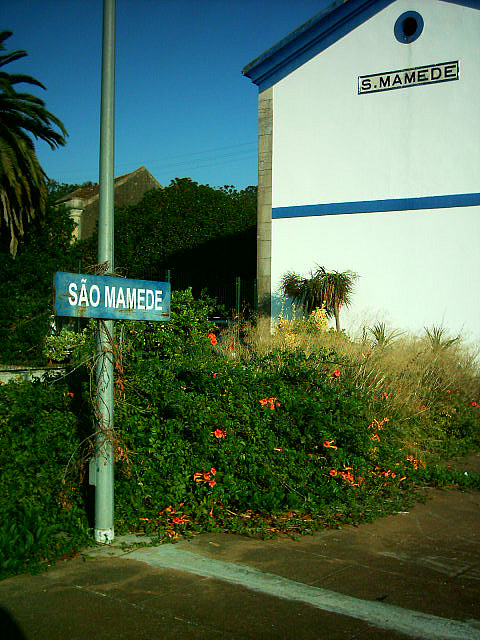
Plataforma e edifício da antiga Estação de São Mamede, em 2007

O Apeadeiro de São Mamede, originalmente denominado Estação de São Mamede, é uma gare da Linha do Oeste, que serve as localidades de São Mamede e Roliça, no Município de Bombarral, em Portugal. A norte deste apeadeiro existe uma passagem superior (ao PK 95+308).

## História
Este apeadeiro situa-se no troço da Linha do Oeste entre Torres Vedras e Leiria, que abriu à exploração em 1 de Agosto de 1887, pela Companhia Real dos Caminhos de Ferro Portugueses.
Em 1913, existia um serviço de diligências entre o apeadeiro de São Mamede e a povoação de Reguengo Grande.

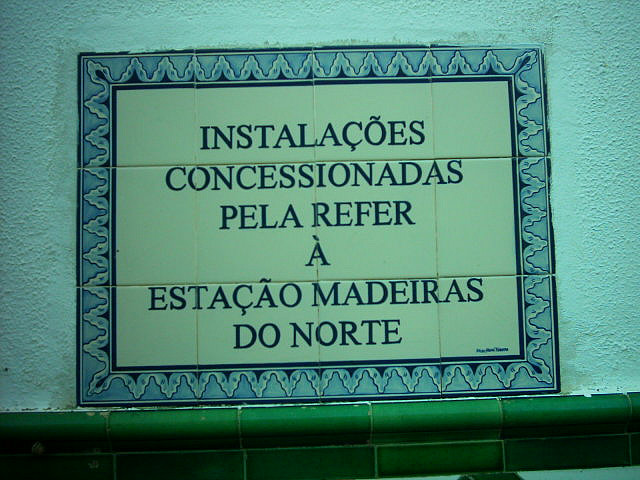
Painel alusiva à utilização não ferroviária do edifício da estação despromovida

No edifício da estação, em desuso por parte da C.P., instalou-se em 2001 uma empresa de comercialização de madeira. Com a reposição do estatuto de estação desta gare, até 2023, esta reutilização terminará.[carece de fontes?]

Com efeito, nos finais da década de 2010 foi finalmente aprovada a modernização e eletrificação da Linha do Oeste; no âmbito do projeto de 2018 para o troço a sul das Caldas da Rainha, o Apeadeiro de São Mamede irá ser alvo de remodelação a nível das plataformas e respetivo equipamento, como as demais estações nesta empreitada, e singularmente será restablecido o seu estatuto de estação, prevendo-se também a instalação de um sistema ATV — sinalização para atravessamento de via seguro (ao PK 94+435). A estação de São Mamede situa-se num troço que será alvo de ripagem (3555 m, do PK 91+418 ao PK 94+973, o mais longo de toda a empreitada), no qual também se insere uma passagem de nível (ao PK 94+124), a manter, e o local de construção de uma nova passagem superior (ao PK 91+900), ambas servindo a estradas secundárias no ponto do seu entroncamento na EN8.